# Вінесса Відотто
Вінесса Відотто (англ. Vinessa Vidotto, нар. 3 листопада 1995, Тусон, Аризона, США) — американська акторка. Вона найбільш відома своєю роллю спеціального агента ФБР Кемерон Во в поліцейському серіалі «ФБР: За кордоном».

## Біографія
Відотто народився 3 листопада 1995 року в Тусоні, штат Аризона, США. Вона напівазіатського походження.
У 2018 році вона отримала ступінь бакалавра образотворчого мистецтва в кіношколі театру, кіно та телебачення Університету Арізони. Під час роботи в UA вона була постійним асистентом.

## Кар'єра
Першим акторським проектом Відотто став короткометражний фільм «Дудар у лісі» у 2016 році в ролі головного персонажа Пайпер.
У 2021 році Відотто з’явивилась в епізоді Хитрощі. Вона зіграла архангела Ієремиїля в чотирьох епізодах телесеріалу «Люцифер».
У 2022 році Відотто з’явивилась в епізоді програми новин про знаменитостей Celebrity Page.
Наразі вона грає головну роль у серіалі «ФБР: За кордоном» у ролі спеціального агента Кемерон Во, починаючи з 2021 року. Зараз триває четвертий сезон шоу. Персонаж Відотто починав як спеціальний агент і став заступником командира команди у 3 сезоні. Вона також з'явилася як гість у флагманському серіалі «ФБР».

## Особисте життя
Під час роботи асистентом-резидентом в Університеті Арізони Відотто пережила кілька власних досвідів виклику 9-1-1 і роботи зі студентами, які зазнали алкогольного отруєння та сексуального насильства. Вона також відмовила студента від самогубства.

## Фільмографія
| Рік       |    | Українська назва | Оригінальна назва  | Роль       |
| --------- | -- | ---------------- | ------------------ | ---------- |
| 2016      | кф | Дудар у лісі     | Piper in the Woods | Пайпер     |
| 2019      | с  | Люцифер          | Lucifer            | Ієремиїл   |
| 2021      | с  | Хитрощі          | Hacks              | Айві       |
| 2021—2025 | с  | ФБР: За кордоном | FBI: International | Кемерон Во |
| 2023      | с  | ФБР              | FBI                | Кемерон Во |